# Mikoláš Aleš
Mikoláš Aleš (Mirotice, 18 novembre 1852 – Praga, 10 luglio 1913) è stato un pittore ceco.
Giovane studente all'Accademia di Praga, vinse (1878) una competizione per la decorazione di un nuovo teatro cittadino a Praga.
Ciò diede avvio alla sua folgorante carriera: divenne propugnatore di storia patria attraverso vasti dipinti a muro, illustratore di versi popolari e canzoni.
La sua intera opera si basa su forme stilizzate fino all'estrema semplificazione.

## Citazioni letterarie
Nel racconto Nessuno riderà di Milan Kundera, pubblicato nella raccolta Amori ridicoli, l'artista è il tema dell'articolo che il signor Záturecký sottopone al protagonista della storia, un insegnante di storia della pittura all'università di Praga, dal titolo: Mikoláš Aleš, maestro del disegno boemo.